# Batalla del Bruc (1836)
La batalla del Bruc de 1836 fou una de les batalles de la primera guerra carlina.

## Antecedents
A Catalunya, la rebel·lió de Josep Galceran i Escrigàs a Prats de Lluçanès el 5 d'octubre va ser sufocada pel capità Manuel de Llauder i de Camín i Galceran va fugir a França. A Morella es va proclamar rei a Carles V el 13 de novembre, tot i que va ser ocupada per forces liberals el 10 de desembre.
Les nombroses partides actuaven sense coordinació mentre a les zones liberals esclataven les bullangues contra els ordes religiosos fonamentalment pel seu suport als carlins durant la guerra civil.
El comandament del Pretendent va enviar un contingent de forces del territori carlista basco-navarrès, seleccionat entre els més experimentats batallons dels quals disposava, l'agost de 1835, sota el comandament de Juan Antonio Guergué i format per 2.700 homes amb la missió d'organitzar el front a Catalunya. Arribat a la seva destinació Guergué, va aconseguir agrupar una nombrosa força, intentant prendre Olot però fracassant en l'intent. Seguidament Guergué va organitzar les tropes carlistes catalanes en un document oficial que s'enviaria al rei i als capitosts respectius. Després de la marxa de Guergué de Catalunya van assumir el comandament Ignasi Brujó. A principis de 1836 els carlins estaven força mobilitzats, amb accions en tot l'interior de Catalunya, intentant prendre alguna població d'importància que els servís de quarter general. Les fortificacions liberals d'el Bruc impedien l'atac des de les posicions carlines del centre de Catalunya a Barcelona, i Benet Tristany es decidí a atacar-les en març de 1836.

## Batalla
El 15 de març l'avantguarda dels carlins de Benet Tristany es disfressà de liberals arribant a l'encontre de l'avantguarda liberal formada per la legió belga, disparant-los a curta distància i atacant amb baioneta, i a continuació els reforços d'ambdós bàndols s'uniren al combat, i els liberals s'hagueren de dispersar, patint 53 baixes i 50 presoners, quedant els massissos de Montserrat i Sant Llorenç en control carlí.

## Conseqüències
Les partides carlines seguiren disperses i auxiliades pel territori, cosa que impedia ls seva persecució pels liberals fins que l'agost de 1836 Rafael Maroto rellevà Ignasi Brujó que a principis de setembre posà setge a Sant Quirze de Besora, que fou aixecat per Joaquín Ayerbe, qui el derrotà poc després a la batalla de Montesquiu.